# François-Xavier Lacoursière
Pour les articles homonymes, voir Lacoursière.
François-Xavier Lacoursière M.Afr., né le 26 janvier 1885 à Batiscan et mort le 15 mars 1970 à Mbarara en Ouganda, est un missionnaire canadien qui fut vicaire apostolique et évêque en Ouganda.

## Biographie

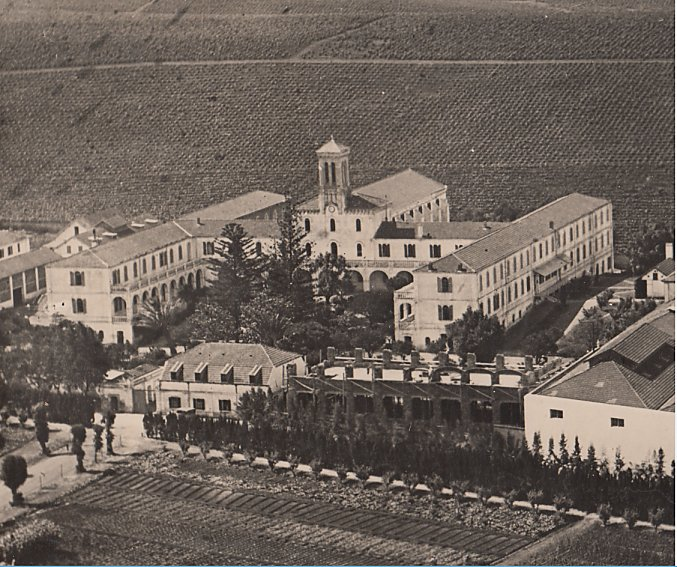
Maison-Carrée, maison de formation des Pères blancs.

François-Xavier Lacoursière naît au Canada dans une famille pieuse et poursuit des études primaires chez les frères de Saint-Gabriel, puis des études classiques chez les Sulpiciens à Montréal, à l'issue desquelles il exprime le désir d'être missionnaire. Il suit des cours de théologie au grand séminaire de Québec. Il rejoint la Société des missionnaires d'Afrique (Pères blancs) dans leur maison de formation de Maison-Carrée, près d'Alger, en 1909. Il est ordonné prêtre trois ans plus tard, le 29 juin 1913.
Le Père Lacoursière est envoyé par le T.R.P. Voillard comme missionnaire en Ouganda, où se trouve une de ses sœurs qui est missionnaire de Notre-Dame d'Afrique, et où il est envoyé d'abord à Masindi, jeune fondation au nord du vicariat, dirigé alors par Mgr Streicher. François-Xavier Lacoursière est à la tête à partir de 1919 de l'école secondaire de Kisubi, puis de l'école secondaire de Nandere en 1921. Il est supérieur de Kabale en 1926, où domine l'ethnie Bakiga. En 1928, il fait sa retraite de trente jours à Maison-Carrée, puis est de retour au Québec. Il y exerce la fonction de supérieur du postulat d'Éverell.
En 1934, il est nommé premier vicaire apostolique du Ruwenzori, et reçoit le titre d'évêque titulaire de Vulturia (de). Il est consacré le 25 juillet 1934 par le cardinal Villeneuve en la basilique de Québec. Il célèbre sa première messe pontificale devant sa famille au sanctuaire national de Sainte-Anne-de-Beaupré. De retour en Ouganda en décembre 1934, il doit évangéliser une population divisée en plusieurs ethnies comptant deux millions d'habitants et peu de missionnaires. Il choisit Mbarara comme sa résidence épiscopale dans le district d'Ankolé. De 1953 à 1956, il est évêque de Mbarara, nouveau nom de son vicariat apostolique, puis de 1956 à sa mort, évêque titulaire d'Amadassa. Outre les sœurs de Notre-Dame d'Afrique, Mgr Lacoursière collabore avec les Sœurs canadiennes de Notre-Dame du Bon-Conseil qu'il fait venir pour mettre l'enseignement scolaire sur pied, ainsi qu'avec les Frères de l'Instruction chrétienne déjà sur place depuis longtemps. Les nouvelles venues, après plusieurs années d'expérience, fondèrent, de concert avec leur évêque, la congrégation africaine des Sœurs de Notre-Dame du Bon-Conseil.
Il passe deux ans de repos au Canada de 1956 à 1958, puis dirige la mission de Kagamba. Il participe à Rome aux sessions du concile Vatican II. Il poursuit ensuite sa retraite à la station de Lwera, dirigée par son confrère, le Père Gaston Ampe. 
Mgr Lacoursière dirige la restauration d'un calvaire élevé par son père en 1905 près de la ferme familiale de Batisclan ; le monument est restauré en 1965.
Il meurt à Mbarara, en Ouganda, le 15 mars 1970. Ses funérailles sont concélébrées à la cathédrale de Mbarara par huit évêques. D'un caractère franc, et d'une personnalité cordiale et simple, avec une foi solide, il a toujours mis l'accent sur l'enseignement dans son vicariat et son diocèse, à tel point que les gouverneurs britanniques estimaient la bonne tenue de ses écoles, comme parmi les meilleures de la colonie.

## Notes et références

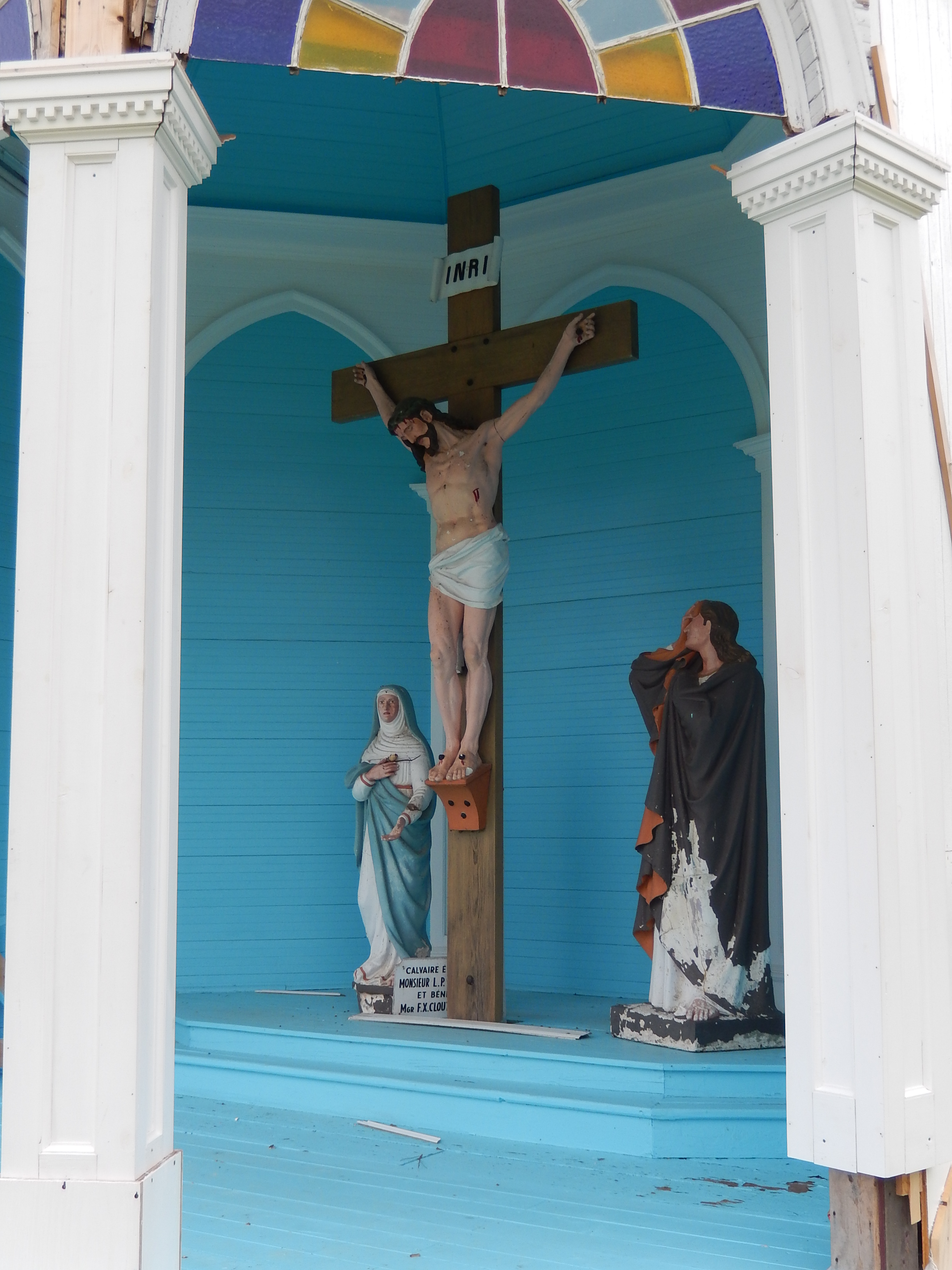
Calvaire Lacoursière à Batiscan.